# Kollikodon ritchiei
Kollikodon ritchiei är en utdöd däggdjursart i ordningen kloakdjur som levde under krita. Den är ensam i sitt släkte och även i familjen Kollikodontidae.
Släktet är endast känt från ett 3,6 cm långt fragment av en underkäke med en premolar och två molarer. Arten hade alltså i motsats till de nu levande kloakdjur tänder. Det vetenskapliga släktnamnet är sammansatt av de grekiska orden kollix (bulle) och odon (tand). Det syftar på artens molara tänder som liknar en russinbulle (engelska: hot cross bun) i utseende. Artepitet hedrar Dr Alex Richie som arrangerade att gruvarbetarna som hittade fossilet överlämnade det till Australian Museum.
Fossilet hittades i en gruva nära orten Lightning Ridge i New South Wales i Australien. Antagligen var arten lika stor som det nu levande näbbdjuret. Troligen användes tänderna för att bryta det hårda skalet av snäckor och kräftdjur. Kollikodon ritchiei var jämförd med andra däggdjur från samma epok ganska stor. I den upphittade käken finns en större kanal och därför antas att Kollikodon ritchiei, liksom dagens kloakdjur, hade en näbb med elektriska receptorer.